# 卡伦湖街道
卡伦湖街道，是中华人民共和国吉林省长春市九台区下辖的一个乡镇级行政单位。2005年8月5日，根据长府2015【45】号与吉民行批【2015】2号，卡伦湖镇划归长春市二道区管辖。 2015年8月，卡伦湖镇划归长春市九台区管辖。2015年9月，卡伦湖镇变更为卡伦湖街道。

## 行政区划
卡伦湖街道下辖以下地区：
春来社区、向阳社区、民盛社区、友谊社区、镇郊村、王家村、东风村、任家村、红星村、十里村、利民村、大泉村、幸福村、魏家村、岗子村、龙泉村、孙家村、三盛村、双泉村、六家子村和和气村。